# Puchar Świata w Chodzie Sportowym 1977
8. Puchar Świata w Chodzie Sportowym – zawody lekkoatletyczne, które odbyły się w dniach 24–25 września 1977 w Milton Keynes.

## Rezultaty

### Mężczyźni
|               | 1. miejsce      | Rezultat | 2. miejsce    | Rezultat | 3. miejsce             | Rezultat |
| Chód na 20 km | Daniel Bautista | 1:24:02  | Domingo Colín | 1:24:31  | Karl-Heinz Stadtmüller | 1:24:51  |
| Chód na 50 km | Raúl González   | 4:04:16  | Pedro Aroche  | 4:04:55  | Paolo Grecucci         | 4:06:27  |
| Drużynowo     | Meksyk          | 185 pkt  | NRD           | 180 pkt  | Włochy                 | 160 pkt  |